# Слюсаренко Володимир Олексійович
Володи́мир Олексі́йович Слюсаре́нко — (* 2 травня 1857 — † 22 травня 1933) — генерал від інфантерії.

## Життєпис
Закінчив Санкт-Петербурзьку військову гімназію, 1-е Павлівське військове училище 1876, Миколаївську академію Генерального штабу.
Учасник кампанії в Середній Азії в 1880-81. Перебував на посадах командира батареї, дивізіону 27-ї гарматної бригади, командира 45-ї гарматної та 2-ї Гренадерської бригад, начальника артилерії 19-го та 2-го Кавказького армійських корпусів, командира 43-ї піхотної дивізії. Учасник російсько-турецької 1877-78 та російсько-японської 1904-05 воєн. За бій під Ляояном нагороджений орденом Святого Георгія. За бойові заслуги отримав вісім орденів і Золоту Георгіївську зброю. У роки Першої світової війни 1914-18 — командир 43-ї піхотної дивізії Північно-Західного фронту, 28-го армійського корпусу на Північному фронті — з жовтня 1915.
В серпні 1917 залишив посаду, після жовтня 1917 поїхав до України. В українському війську — з квітня 1918. За Гетьманату був командиром 6-го Полтавського армійського корпусу. В жовтні 1918 присвоєне звання генерального бунчужного. В листопаді 1918 — головноначальствуючий Полтавщини, командир VI Кошу. Брав участь у боях проти військ Директорії УНР у листопаді-грудні 1918.
Після повалення уряду гетьмана Скоропадського служив в Білій армії. В еміграції з 1920. Помер та похований в місті Біла Церква (Югославія).